# تحليل غازات الدم
تحليل غازات الدم (بالإنجليزية: blood gas analysis)‏ أو اختبار غازات الدم (بالإنجليزية: Blood gas test)‏ هو تحليل دم لقياس قيم توتر غازات الدم، كما أنه يقيس الأس الهيدروجيني للدم، وفائض قاعدة البيكربونات.
ينعكس مصدر الدم في اسم كل اختبار، فغازات الدم الشريانية تأتي من الشرايين، وغازات الدم الوريدية تأتي من الأوردة وغازات الدم الشعرية تأتي من الشعيرات الدموية. يمكن استخدام مستويات الضغوط الجزئية لتوتر غازات الدم كمؤشرات للتهوية والتنفس والأكسجة. ويمكن للتحليل المقارن بين العينات الشريانية والوريدية أن يعطي نظرة ثاقبة عن المسببات المرضية للحماض عند الوليد.

## القيم التي تم قياسها
تؤخذ عينات الدم لاختبار الدم الشرياني عن طريق ثقب الشريان الكعبري، ومن الدم الوريدي عن طريق بزل الوريد. تؤخذ عينات دم الشعريات الدموية باستخدام عمل الواخذة والخاصية الشعرية. يمكن استخدام عينات من الشعيرات الدموية إما من شحمة الأذن أو طرف الإصبع للتنبؤ بضغط ثاني أكسيد الكربون الجزئي، والأس الهيدروحيني للدم. ويُنظر إلى العينات المأخوذه من شحمة الأذن على أنها موقع أكثر ملاءمة للتنبؤ بالضغط الجزئي للأكسجين.
كما يقيس تحليل غازات الدم مستويات البيكربونات الفعلية والقياسية، وفائض القاعدة، وتشبع الأكسجين، ودرجة الحموضة. غالبًا ما يستخدم الدم الشرياني في تحليل غازات الدم.

## الأهمية السريرية
يمكن استخدام تحليل غازات الدم في تشخيص عدد من حالات الحماض مثل اللاكتيكي، والأيضي، والتنفسي، الحماض الكيتوني السكري، وكذلك القلاء التنفسي. وبشكل خاص يمكن أن يعطي تحليل غازات دم الحبل السري مؤشراً على إجهاد نقص الأكسجين الجنيني. وبالاقتران مع المعلومات السريرية الأخرى يمكن أن توفر نتائج الدم الطبيعي الشرياني والدم الوريدي العادي عادة دفاعًا قويًا ضد اقتراح أن الرضيع يعاني من اعتلال دماغي وليدي.
قد تأتي النتائج غير طبيعية بسبب مجموعة واسعة من الأمراض، بما في ذلك التسمم والصدمات وكذلك أمراض الرئة والكلى، أو الأيض. ويمكن أن تؤدي إصابات الرأس أو الرقبة أو الإصابات الأخرى التي تؤثر على التنفس إلى نتائج غير طبيعية أيضا.